# Olga Issakowna Martynowa
Olga Issakowna Martynowa (russisch Ольга Исаковна Мартынова; * 11. Januarjul. / 24. Januar 1916greg. in Chortyzja; † 24. September 2002 in Moskau) war eine sowjetische bzw. russische Chemikerin und Hochschullehrerin.

## Leben
Martynowa aus der Familie Tissen besuchte das Chemie-Technologie-Technikum in Saporoschje (Abschluss 1933) und arbeitete darauf als Laborantin im neuen Stahlwerk Elektrostal, um dann Chemie-Laborantin im Laboratorium der Bau-Organisation Dneprostroi zu werden.
In Moskau wurde Martynowa 1937 Technikerin im Allunionsforschungsinstitut Wodgeo. Daneben begann sie 1939 das Studium am Moskauer Chemisch-Technologischen Mendelejew-Institut, das durch den Deutschen Angriffskrieg unterbrochen wurde.
Nach dem Abschluss des Studiums 1944 arbeitete Martynowa im Moskauer Energetischen Institut (MEI) als wissenschaftliche Mitarbeiterin am Lehrstuhl für Chemie und unterrichtete auch. Dann wechselte sie zum Lehrstuhl für Wasser und Brennstoff. Sie verteidigte 1952 ihre Kandidat-Dissertation über Wasser-Technologie für Kraftwerke mit Erfolg für die Promotion zur Kandidatin der technischen Wissenschaften.
Ab 1960 leitete Marynowa den Lehrstuhl für Chemie des MEI. Sie verteidigte 1963 ihre Doktor-Dissertation über höchstparametrischen Wasserdampf als Lösungsmittel für anorganische Verbindungen mit geringem Dampfdruck mit Erfolg für die Promotion zur Doktorin der technischen Wissenschaften.
Von 1965 bis zu ihrer Pensionierung 1989 leitete Martynowa den Lehrstuhl für Wasser und Brennstoff des MEI, den sie zum Forschungs- und Lehrzentrum für Wärmekraftwerke und Kernkraftwerke machte. Sie war Honorarprofessorin der Technischen Universität Dresden und der Technischen und Wirtschaftswissenschaftlichen Universität Budapest und Mitglied des Vereins Deutscher Ingenieure. Sie beteiligte sich an der Arbeit der International Association for the Properties of Water and Steam in Verbindung mit dem Committee on Data for Science and Technology (CODATA) des Internationalen Wissenschaftsrats.
Nartynowa war mit Wladimir Konstantinowitsch Martynow und dann mit Michail Adolfowitsch Styrikowitsch verheiratet und hatte zwei Töchter.

## Ehrungen, Preise
- Polsunow-Preis der Akademie der Wissenschaften der UdSSR (1980)[1]
- Preis des Ministerrats der RSFSR[1]
- Staatspreis der UdSSR für Wissenschaft und Technik (1989)
- Verdiente Wissenschaftlerin und Technikerin der Russischen Föderation[2]
- Ehrendoktor der Technischen Universität Dresden
- Ehrendoktor der Budapester Technischen Universität